# Tatouage en Polynésie

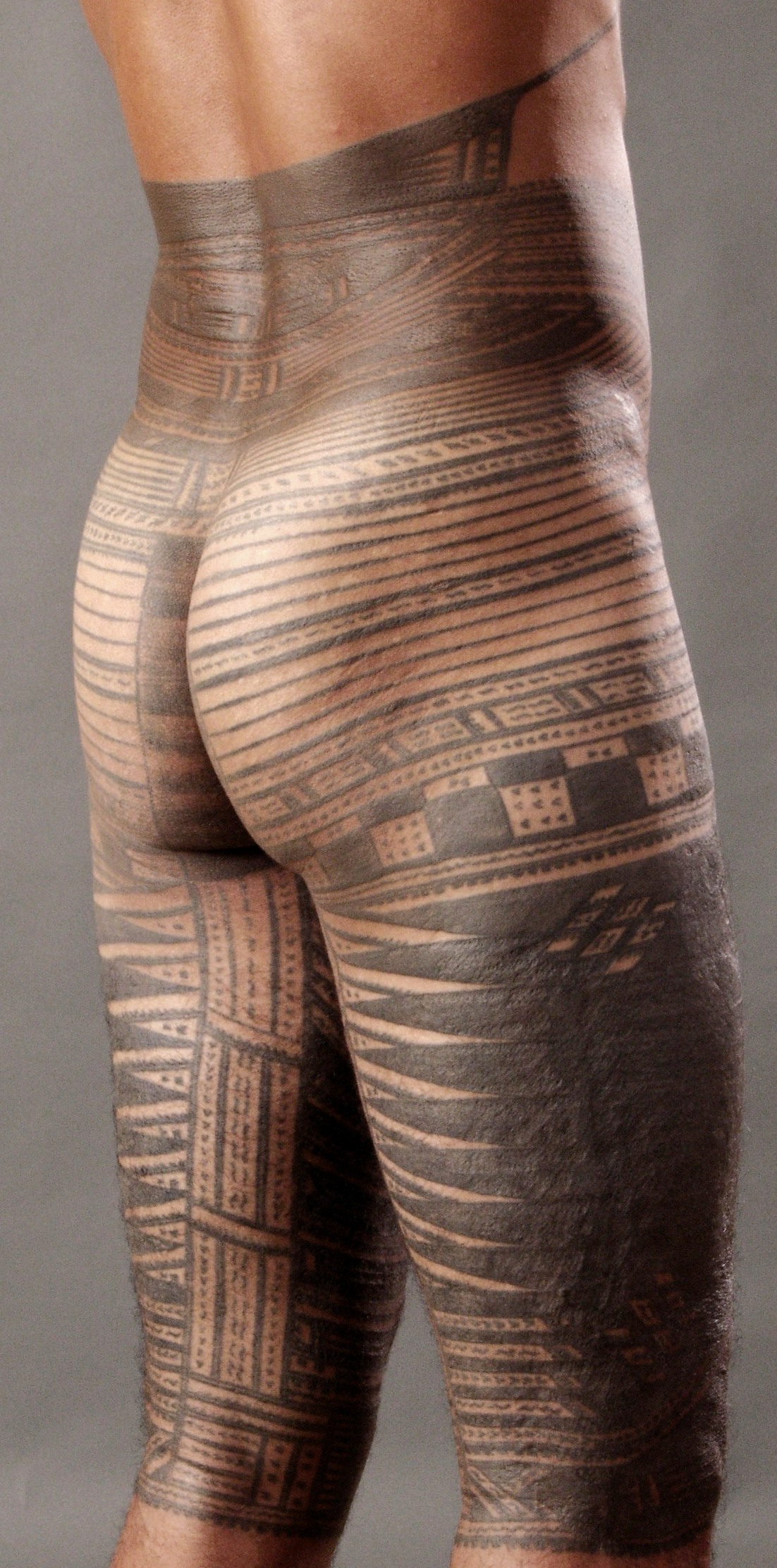
Le tatau (ou pe'a), le tatouage masculin des Samoa, réalisé à l'aide d'outils traditionnels.

Le tatouage historiquement pratiqué en Polynésie, et aujourd'hui diffusé dans le monde entier, a des origines diverses. En effet l’art du tatouage est intrinsèquement lié à la culture polynésienne. Il traduit « ce qu’il y a de plus profond dans l’homme ». Aux Marquises par exemple, « c’est la peau qui fait l’Enata , qui le rend humain, mortel et non simplement esprit ». Elle est son image et l’expression de son identité qui reflète le passé, et dévoile le futur d’une lignée qui remonte à une époque très ancienne. Le tatouage avait été transmis par les anciens, des ancêtres divinisés, des dieux et l’on devait s’en montrer digne, s’y préparer physiquement. Détourner cet art, et ses motifs, de leur destination originelle, c’était assurément risquer leur couroux. L'histoire du tatouage (tatau) est très difficile à retracer, car même s'il s'agit d'une pratique ancestrale, on ne peut pas encore la situer avec exactitude dans le temps.

## Étymologie
L'origine du mot tatouage vient d'Océanie. C'est en effet le capitaine britannique James Cook, à la fin du XVIIIe siècle, qui rapporte de ses voyages en Polynésie le terme de tattoo, dans le journal de son deuxième voyage, avec les tatouages polynésiens retranscrits par Sydney Parkinson, son illustrateur naturaliste l'accompagnant. Le mot tattoo vient de la Polynésie. Le mot tatau est courant dans de nombreuses cultures polynésiennes. En tahitien tatau veut dire « frapper », qui dérive lui-même de l’expression « TA-ATUA », combinaison de la racine « TA », littéralement « dessin inscrit dans la peau », et du mot « ATUA », qui signifie « Dieu ».
C’est en 1769 que le mot tatouage fit son entrée dans le langage courant, et en 1858 que le mot fut officiellement « francisé » et fit donc son apparition dans le dictionnaire Littré.

## Légende
Selon la légende en Polynésie, le tatouage serait d’origine divine. En effet, pendant le Pô, la pratique du tatouage aurait été créée par les deux fils du dieu Ta’aroa : Mata Mata Arahu et Tu Ra’i Po. Les deux frères faisaient partie d’un groupe d’artisans dont faisaient également partie un autre dieu, celui de l’habilité, et Hina Ere Ere Manua, fille du premier homme. Lorsque Hina Ere Ere Manua devint une pahio, les deux dieux en tombèrent amoureux. Pour la séduire ils inventèrent le tatouage, s’ornèrent d’un motif appelé Tao Maro Mata et réussirent à enlever la jeune fille du lieu où elle avait été enfermée depuis qu’elle était devenue une jeune femme, car poussée elle aussi par le désir elle trompa la vigilance de sa « prison » pour se faire tatouer.
C’est ainsi qu’est né le tatouage en Polynésie. Cette pratique fut d’abord utilisée par les deux fils du dieu Ta’aroa, puis ils transmirent leur savoir aux hommes qui trouvèrent cette pratique très intéressante et l’utilisèrent en abondance. Les deux frères Mata Mata Arahu et Tu Ra’i Po devinrent ainsi les dieux du tatouage.

## Histoire du tatouage

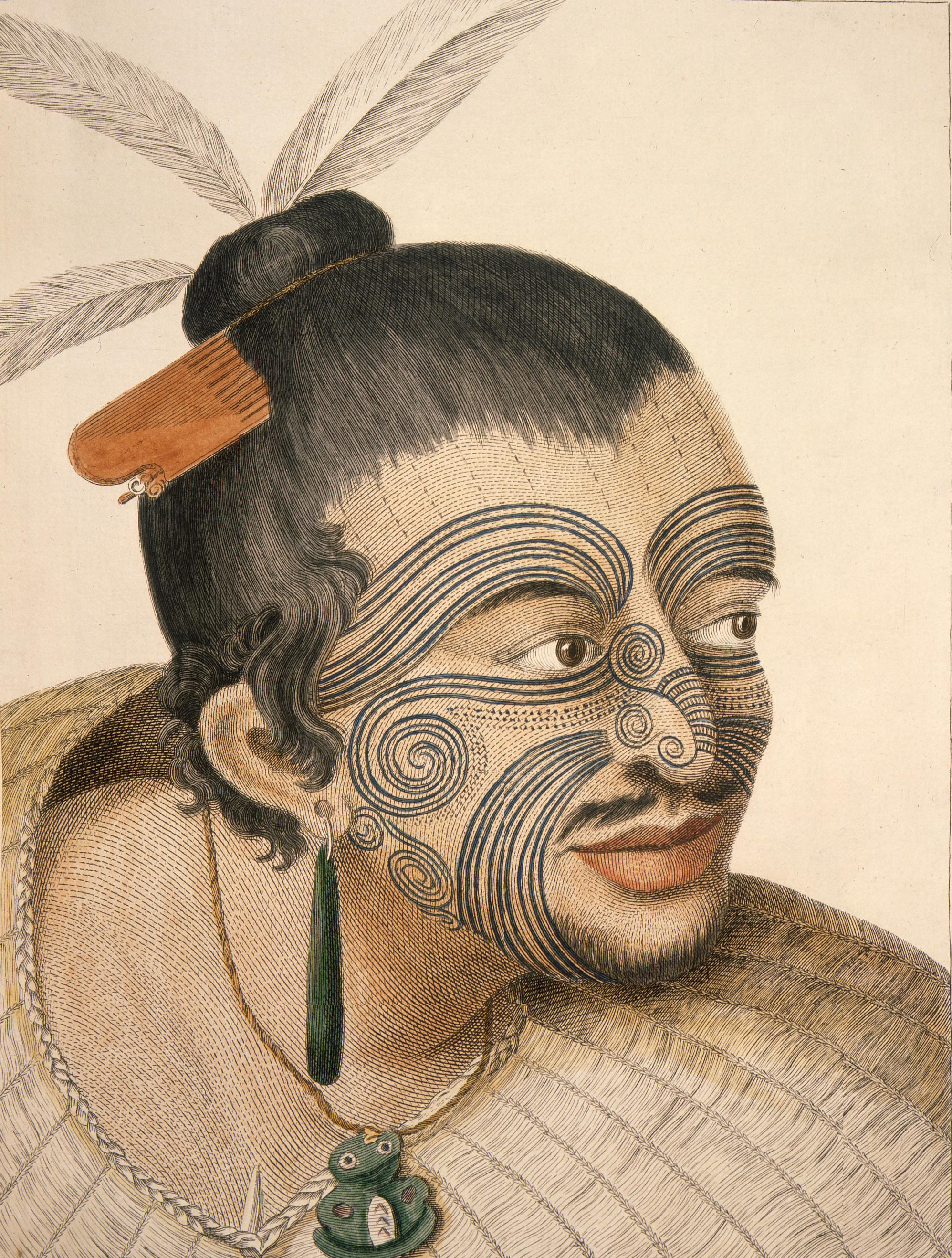
Portrait d'un homme maori avec un moko facial complet. Gravure colorée à la main d'un chef māori, réalisée en 1784 par Thomas Chambers d'après une œuvre originale de Sydney Parkinson réalisée en 1769 à la suite du premier voyage du capitaine James Cook en Nouvelle-Zélande.

Avant l’arrivée des missionnaires, les Polynésiens n’utilisaient pas le langage écrit, transmettant leur savoir oralement. Les motifs symboliques des tatouages sur le corps permettaient d’exprimer l’identité et la personnalité d’une personne. Ils indiquaient également le rang social dans la hiérarchie, la maturité sexuelle ou encore la généalogie. L’art du tatouage était considéré par les Polynésiens comme Tapu  et réservé aux seuls initiés. Traditionnellement il était surtout réservé aux classes supérieures (chefs de tribu).

### Rite de passage
Le tatouage permettait une valorisation de l’individu, il le suit toute sa vie tout au long de son parcours. C’est à l’adolescence quand le garçon ou la fille sort de l’enfance pour devenir un homme ou une femme que commence ce processus de formation de marquage. L’individu est ainsi identifié à la communauté à laquelle il appartient, par des motifs le représentant le mieux en tant que personne. À ces signes premiers s’ajoutaient d’autres au fur et à mesure sur l’évolution de l’individu et de sa maturité sociale.

### Rang social
Plus l’homme était tatoué, plus son prestige était grand. Être tatoué était un signe de force, de pouvoir et de richesse pour l’individu. Par conséquent on pouvait observer les tatouages les plus élaborés sur les guerriers ou les chefs. Les individus non tatoués étaient méprisés tandis que ceux qui étaient entièrement tatoués de la tête au pied pouvaient jouir d’un grand prestige. 

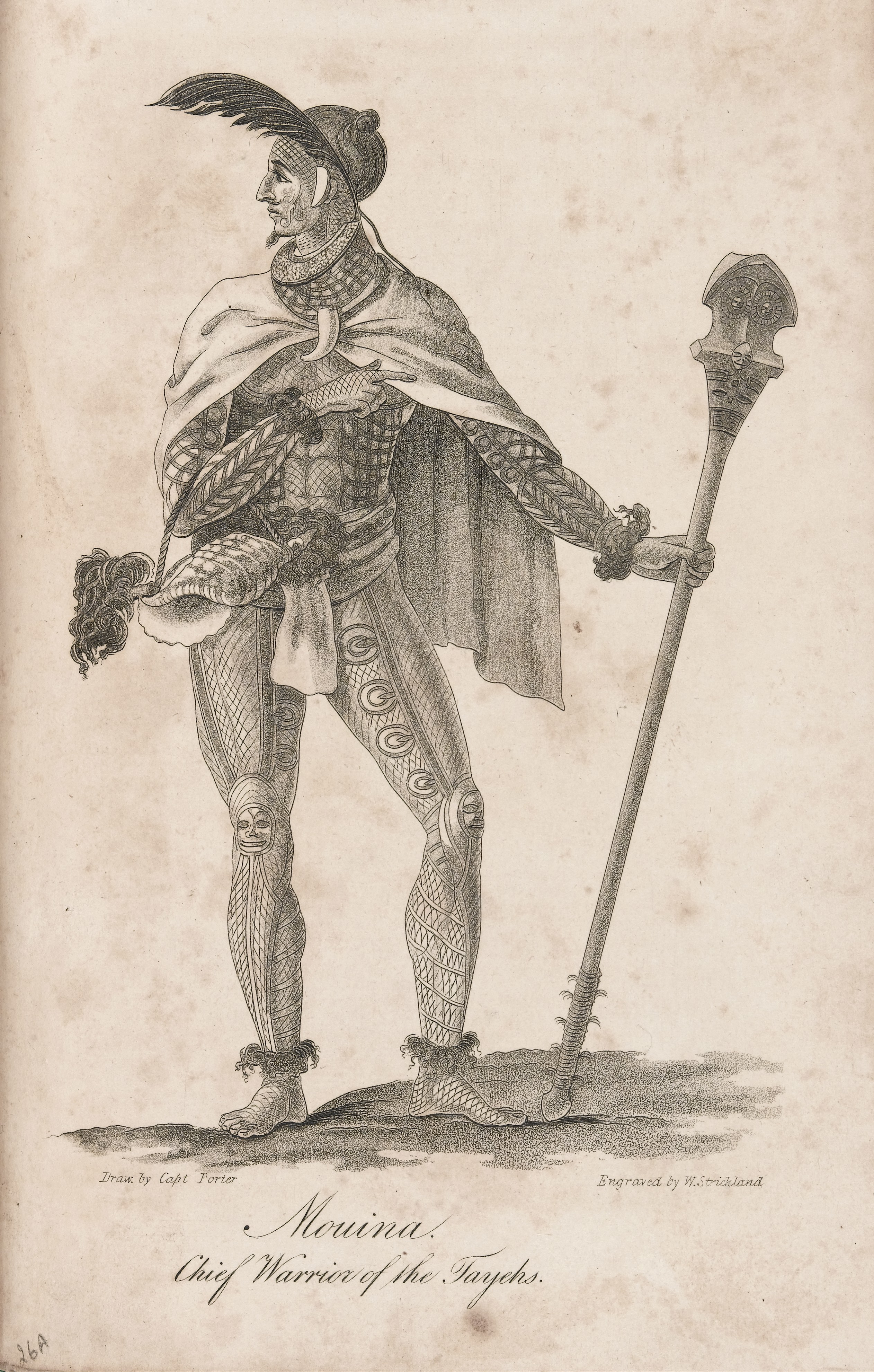
Mouina. Contrairement à la légende de la gravure, Mouina était toa nui des Teii de Taiohae à Nuku Hiva (Source : Jacques Iakopo Pelleau).

Le tatouage jouait un rôle central dans le processus de séduction, tant chez l’homme que chez la femme, en captivant l’attention du sexe opposé. Dans les cultures marquisienne et samoane, le tatouage avait une signification profonde, symbolisant la beauté et la jeunesse. Il représentait également une étape importante de la vie pour les jeunes hommes, qui devaient être tatoués avant de pouvoir se marier. Certains motifs étaient réservés aux chefs ou aux guerriers, et usurper un tatouage appartenant à un chef ou à un prêtre était mal vu. Bien que chaque motif ne soit pas un langage codé, leur placement sur le corps portait une signification symbolique puissante, marquant la maturité et le statut social de son porteur.
À une époque où l’image était porteuse de pouvoir, le tatouage était un symbole fort, bien plus qu’un simple « vêtement adapté aux pays chauds » ou un « caprice » esthétique, comme pouvaient le penser les Occidentaux. « Il marquait l’appartenance au monde des Hommes, comme s’appellent eux-mêmes les habitants des îles Marquises. Il était à la fois un droit d’entrée dans ce monde et une barrière protectrice contre les influences maléfiques. Il protégeait l’individu de la maladie, de la perte de son énergie interne, son mana, et proclamait son état et son identité. »
Dans la culture marquisienne, l'alimentation carnée était strictement codifiée et liée au statut social. Le tatouage permettait de consommer certains aliments : les non tatoués étaient exclus de la chair humaine, et les femmes pouvaient exceptionnellement manger du porc lors de fêtes célébrant leurs nouveaux tatouages.

### Différenciation homme/ femme.
Homme et femme ne portaient pas les mêmes tatouages. 
En effet, ceux des femmes sont moins ornés, mais sont cependant plus élégant et mieux exécutés que ceux des hommes. Elles portent leurs tatouages comme des parures. Les tatouages des femmes sont moins étendus que ceux des hommes, elles se limitent aux extrémités comme les mains, les pieds, les lèvres. Seules les femmes de haut rang (femme de chef) pouvaient avoir les cuisses et les fesses tatouées. 
Les hommes eux ont le corps entièrement tatoué.

Tatouages marquisiens traditionnels
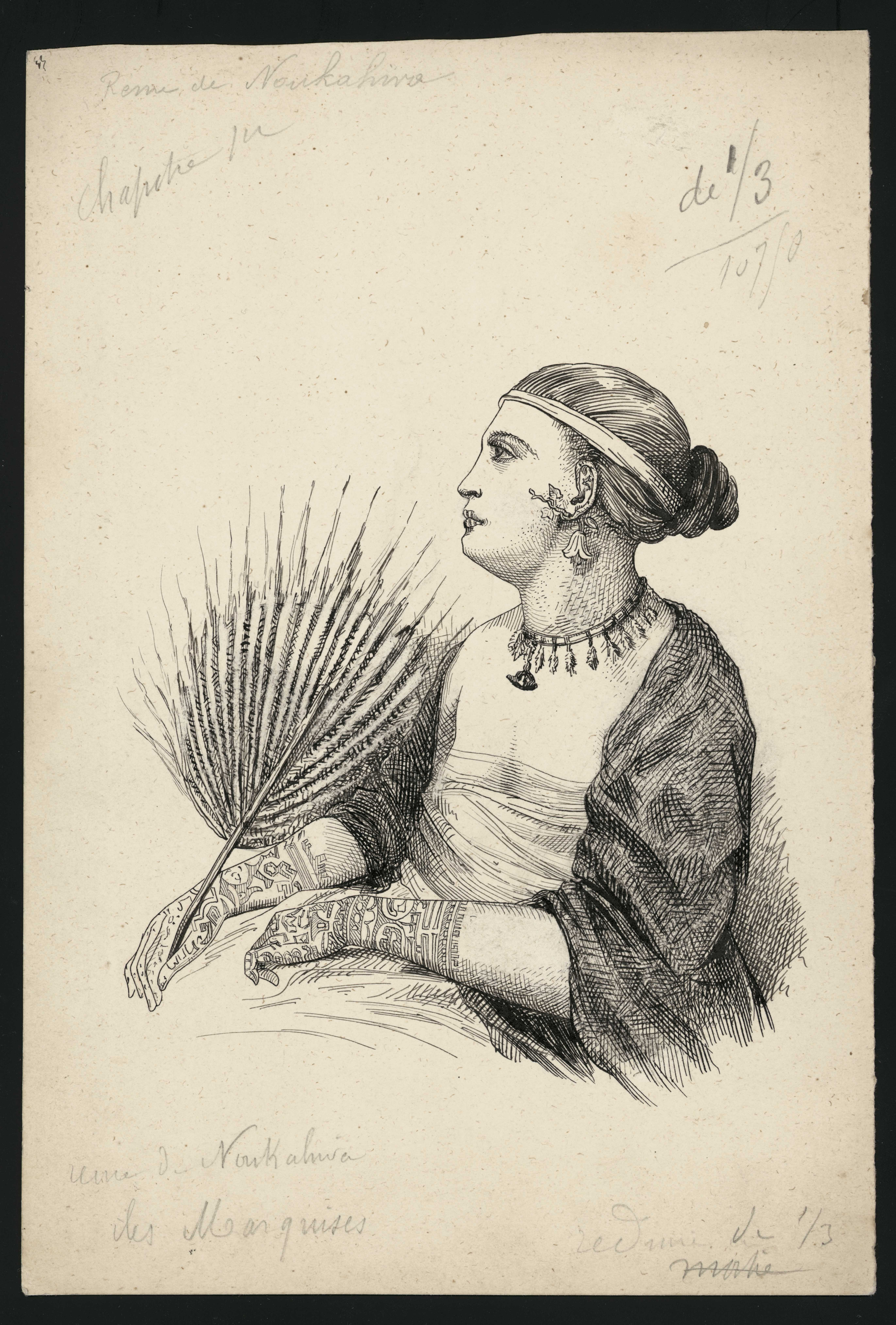
Femme de Nuku Hiva, îles Marquises (1894?)
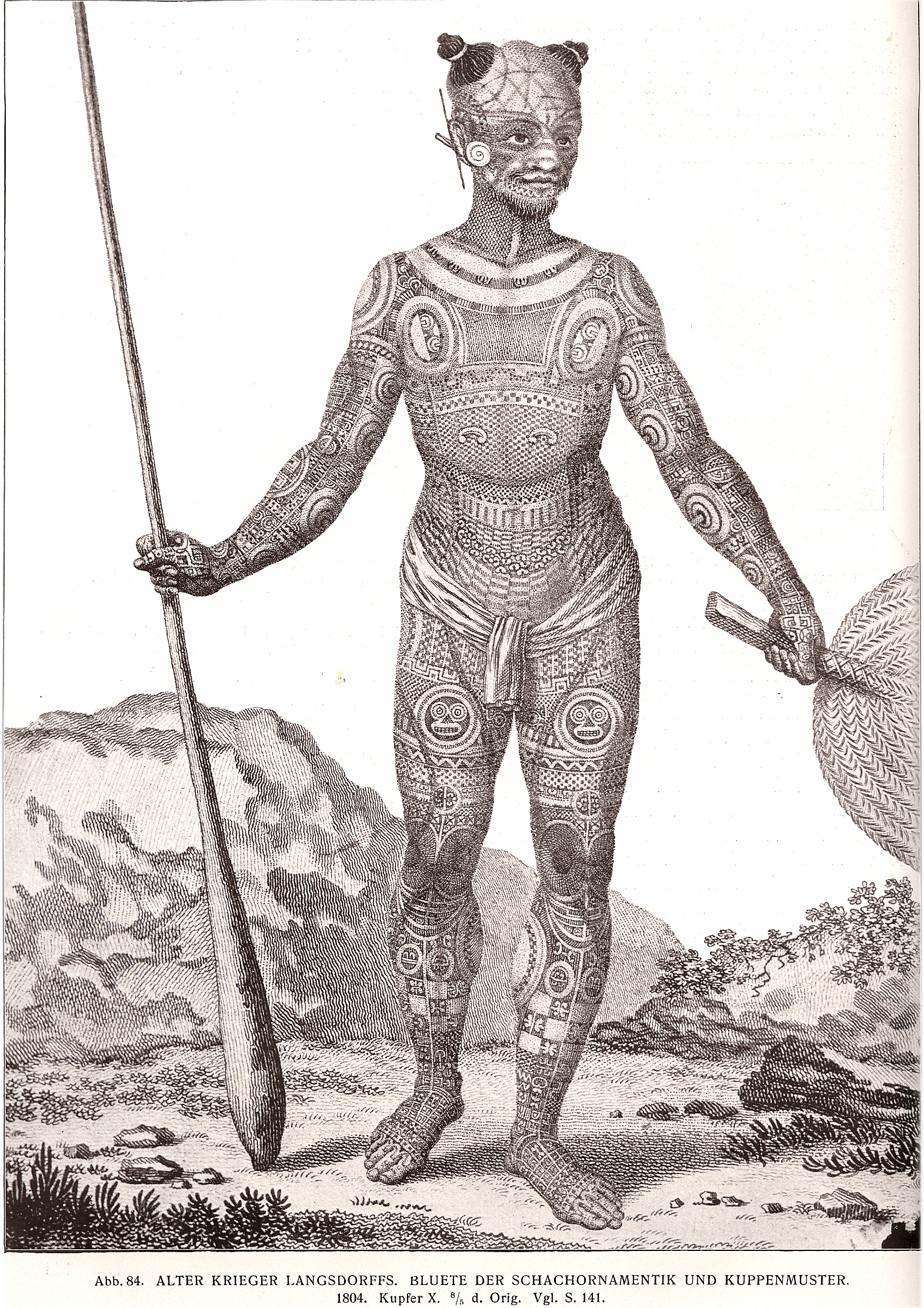
Guerrier marquisien, 1925.
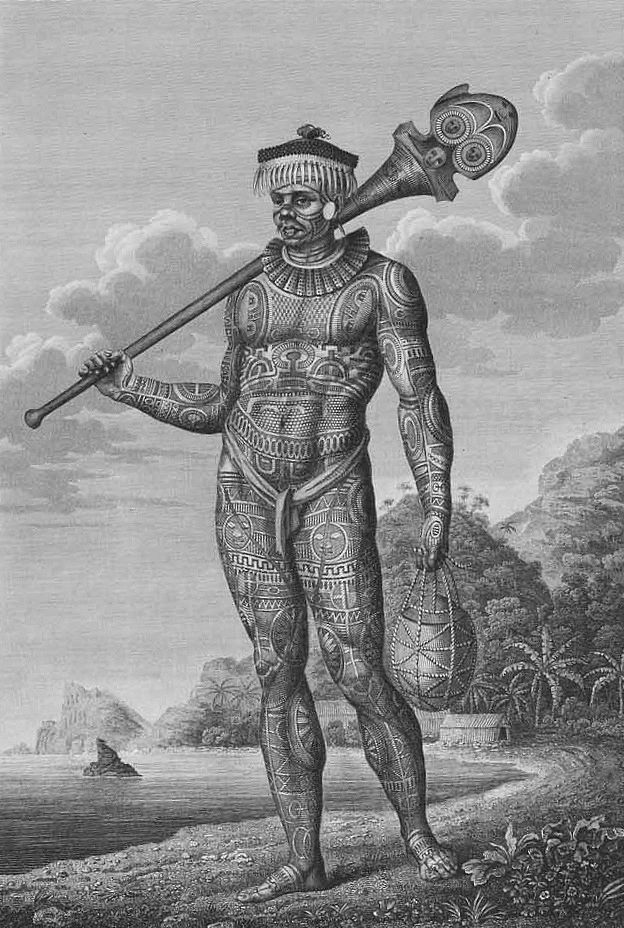
Guerrier de Nuku Hiva, 1813.

### Renaissance d’une tradition polynésienne perdue

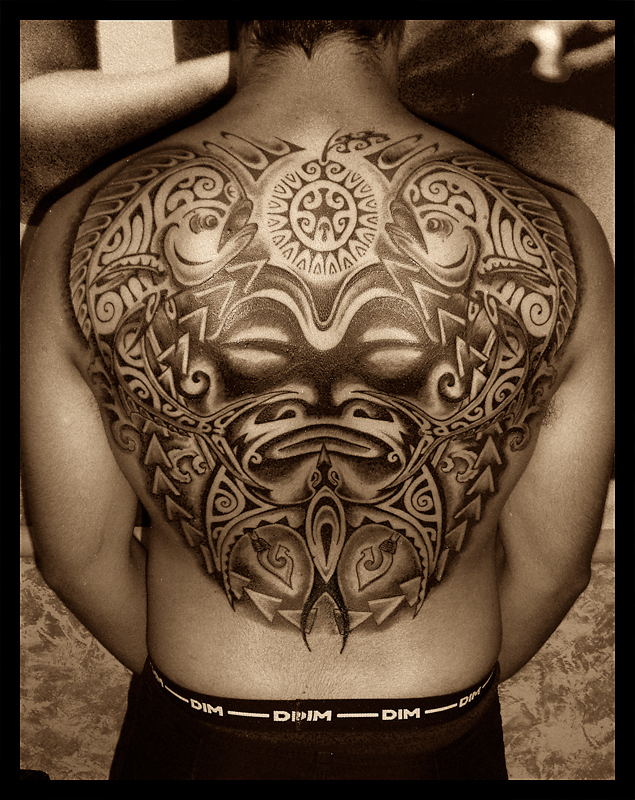
"Ocean Spirit" Dos au graphisme Polynésien moderne par Manu Farrarons

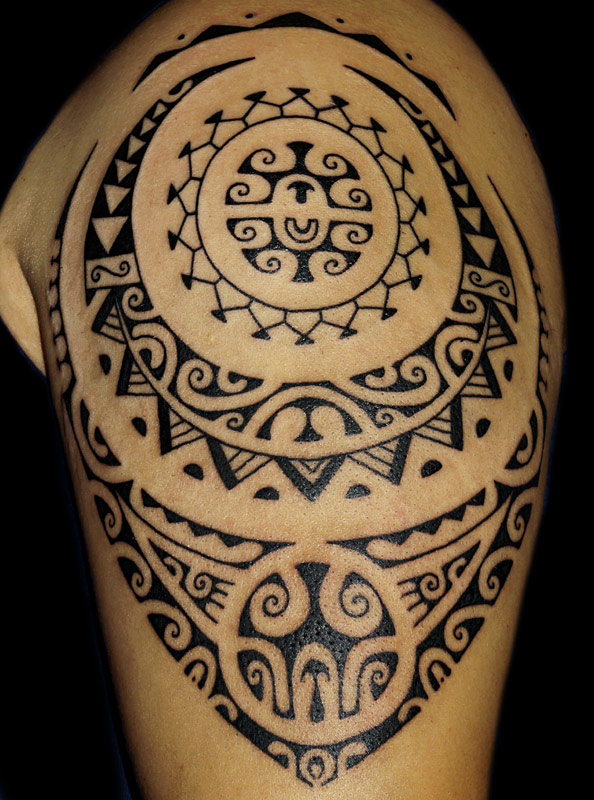
Tatouage réalisé par le Tahitien Manu Farrarons

Peu après la découverte de la Polynésie par les missionnaires en 1797, l’art du tatouage fut banni. En effet cet art était considéré par les missionnaires comme « barbare » à cause des techniques de l’époque où l’on utilisait des dents de requins ou des os taillés pour tatouer. Elle disparut donc pendant plus de 150 ans. Cependant on redécouvrit le tatouage polynésien grâce aux notes et aux croquis du missionnaire allemand Karl von den Steinen qui avait fait plus de 400 schémas de tatouages polynésiens. Cette découverte a permis à quelques pionniers de réhabiliter le tatouage polynésien, au cours des années 1980, à l’occasion des fêtes de Tiurai.

## Techniques et outils

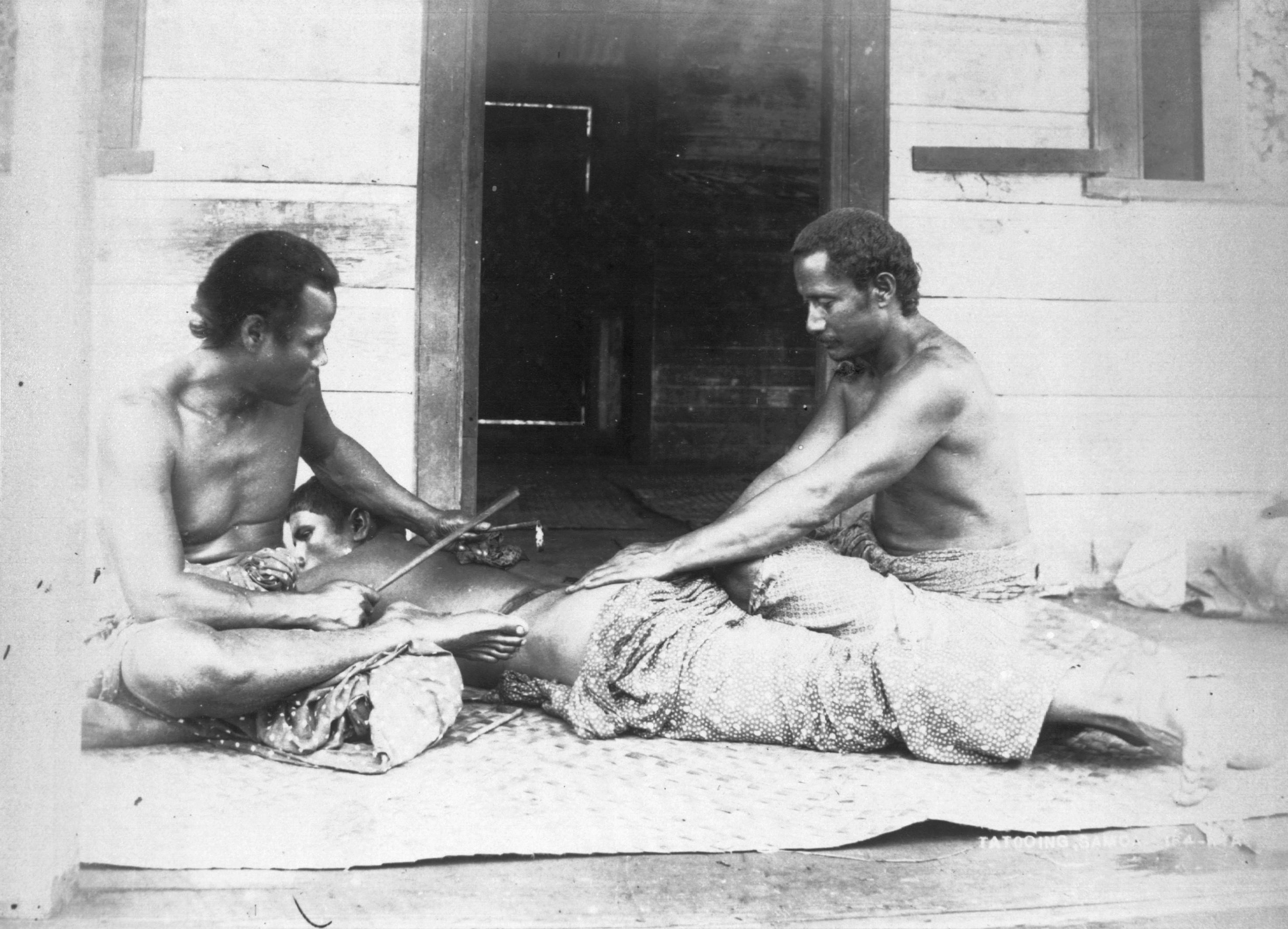
Tatoueur des Samoa à l'aide des outils traditionnels, vers 1895. photo Thomas Andrew (1855-1939)

Les outils de tatouage traditionnel étaient composés d’un peigne aux dents en os ou en écailles de tortue, fixé à un manche de bois. Les dents étaient trempées dans une encre à base de charbon de noix diluée dans l’huile ou dans l’eau.
Autrefois, pour tatouer, on introduisait sous la peau une suie d'un bois calciné maintenue dans la coque sèche d'une noix de coco. Pour obtenir cette Tia Iri, on faisait brûler des amandes de coco et on diluait les tisons dans de l'eau tiède ou de l'huile de coco à l'utilisation. On insérait le tia iri dans la peau grâce à une dent de requin ou un coquillage attaché à l'extrémité d'un « TA »  que l'on frappait par petits coups avec un maillet, provoquant l’incision de la peau et la pénétration de l’encre. Le maître-tatoueur tenait toujours dans l'autre main un petit bout de Tapa. Il rangeait toujours ses instruments dans un étui en bambou couvert de tapa. Il était aidé par des assistants pour tenir le tatoué et pour tendre la peau. Les assistants accompagnaient de temps à autre ce rite de chants appropriés. Cette opération était longue et douloureuse.
La pratique du tatouage avec des outils traditionnels fut interdite en 1986 par le ministère de la santé pour cause d’une mauvaise hygiène des outils qui étaient faits de bois et d’os et donc mal stérilisés.

## Tatouage polynésien de nos jours

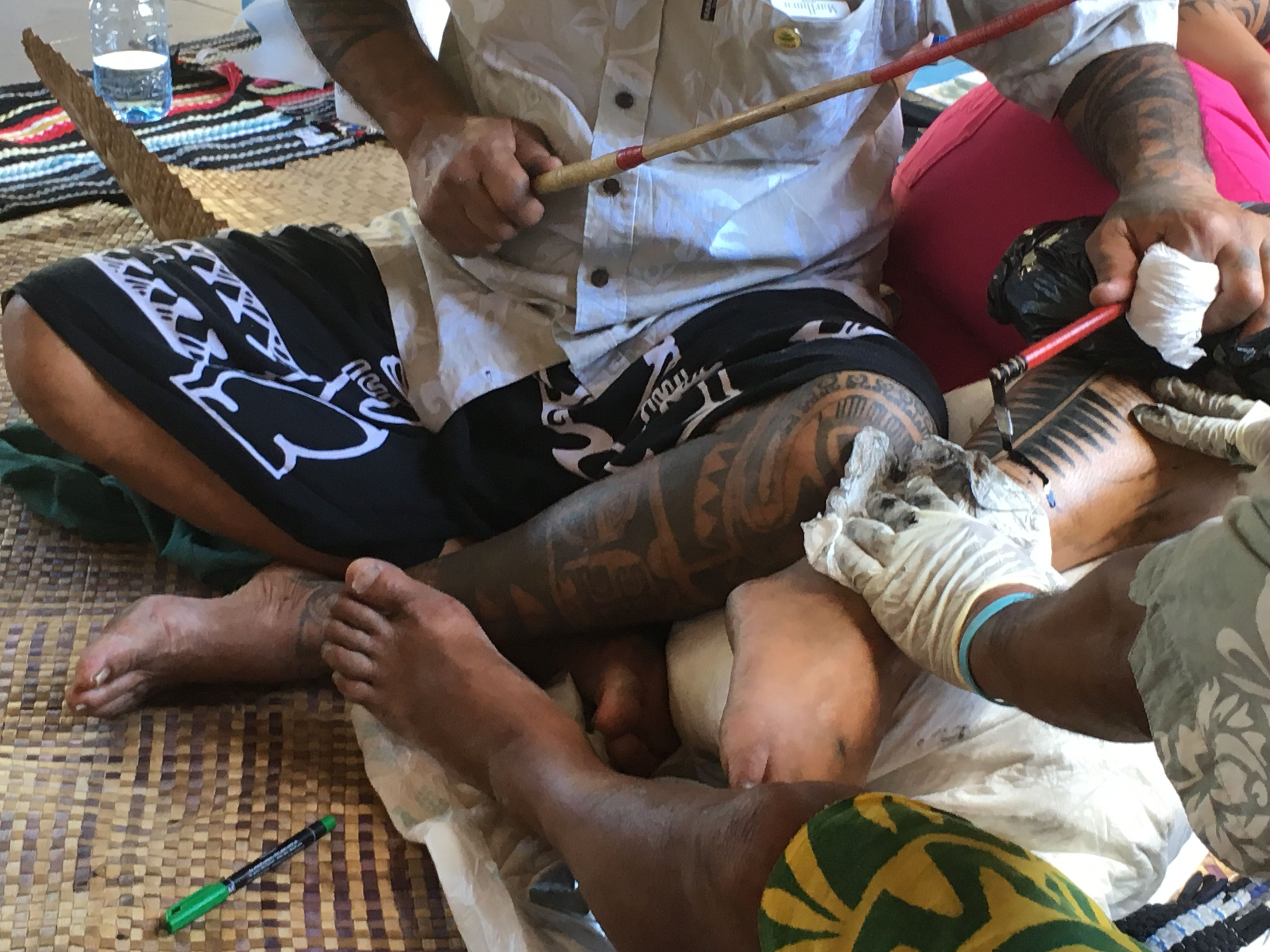
Tatouage traditionnel

Le tatouage polynésien revenu au goût du jour devient de plus en plus populaire auprès des jeunes Polynésiens toujours en quête d’un retour aux valeurs culturelles et traditionnelles. Ils considèrent le tatouage polynésien comme marque d’une identité Maohi retrouvée. De nos jours, de plus en plus de tatoueurs se mettent au style polynésien. Certains privilégient le côté esthétique ; d’autres plus le côté symbolique. On observera que c’est surtout le tatouage marquisien qui revient le plus souvent dans les motifs présentés chez les tatoueurs, car les tatouages tahitiens se confondent avec les tatouages marquisiens ; les motifs sont semblables alors que ça n’était pas le cas autrefois. L’engouement pour les tatouages polynésiens a proliféré depuis les années 1980 jusqu’à nos jours et il est désormais possible de se faire tatouer avec un motif polynésien chez n’importe quel tatoueur du monde.

### Filmographie
- Heretu Tetahiotupa et Christophe Cordier, Patutiki, l’art du tatouage des îles Marquises, 2018 (présentation en ligne) — primé en 2019 au FIFO (festival international du film océanien.)